# Atsuko Asano
Atsuko Asano (浅野温子, Asano Atsuko, Adachi, 4 de março de 1961) é uma atriz japonesa. Atuou em diversos dramas da televisão japonesa, entre eles Abunai Deka (1986–1987), uma série policial popular na década de 1980, no Japão, que mais tarde deu origem a seis filmes, 101 Kaime no Propose (1991), um dos mais famosos dramas do "Getsu 9" (dramas exibidos às 9 horas nas segundas-feiras) da Fuji TV, e a adaptação do mangá Sazae-san exibida entre 1992 e 1996, no papel-título. No cinema, atuou, em 1983, em Yōkirō, pelo qual ganhou o Prêmio da Academia Japonesa de Cinema de melhor atriz coadjuvante, e, em 1990, Ten to Chi to.
Se casou com o letrista Tsutomu Uozumi, em 1983, com que teve um filho, Yū Uomizu, uma apresentador de telejornal da NHK. Desde então, seu nome de registro passou a ser Atsuko Uozumi (魚住 温子, Uozumi Atsuko).